# Cine Olympia
O Cinema Olympia, atualmente denominado Espaço Municipal Cine Olympia, é uma sala de cinema inaugurada em 1912 no bairro Campina, no municipio brasileiro de Belém, capital do Estado do Pará.
idealizado por Carlos Teixeira e Antonio Martins,  é o cinema mais antigo em funcionamento no Brasil. Atualmente está sob gerência da Fundação Cultural de Belém (FUNBEL) da Prefeitura Municipal de Belém.
A inauguração deste espaço durante o período da Belle Epóque (1871–1914) formou, com outras edificações, o Polígono da Cultura (Palacete Bolonha, Grande Hotel, Cine Olympia e Theatro da Paz) local onde reunia-se a elite da borracha de Belém.

## História

### Inauguração
Com a influência da arquitetura neoclássica e da belle époque, o Olympia foi inaugurado em 24 de abril de 1912 durante o governo do intendente Antônio Lemos, pelos empresários Carlos Augusto Teixeira e Antonio Seabra de Almeida Martins, que possuiam a Empresa Teixeira Martins (dona do Grande Hotel e do Palace Theatre - atual hotel Princesa Louçã em frente ao Bar do Parque, e mais tarde de outros cinemas de Belém nas décadas de 1920 e 1930).
No início do século XX, Belém sofria uma forte influência cultural dos Estados Unidos e do continente europeu devido às relações causadas pela exportação de borracha, que caminhava para um declínio no Brasil. A fundação do Olympia é um exemplo da aproximação da cultura europeia com a paraense. Nascido no auge do cinema mudo, foi considerado um dos cinemas das mais modernos e luxuosos de seu tempo, e frequentado pela elite e pequena burguesia paraense.
Sua arquitetura original obedecia ao estilo neoclássico, à semelhança do vizinho Teatro da Paz. A fachada principal era composta por arcos com estátuas de mármore. O piso de entrada também era de mármore, emquanto o do salão era feito de lajotas portuguesas decoradas. A bilheteria voltava-se para a rua. As cadeiras da sala de projeções eram de madeira com laterais em ferro fundido com adornos em estilo art-nouveau, fabricados na Escócia. O teto do cinema era decorado com motivos suaves em gesso e chumbo, contando com luminárias de ferro importadas da França. Os projetores eram importados da Alemanha, e completando o cenário, havia um conjunto de potentes ventiladores, trazidos dos Estados Unidos para aplacar o calor interno.
Desde então, o Cine Olympia é o cinema mais antigo em funcionamento no Brasil, considerando que sempre esteve na mesma localização e não parou as suas atividades por muito tempo.
Consta que grupos musicais tocavam concertos na sala de espera, antes das sessões cinematográficas, algo não existente em outras salas de Belém.Além disso, possuía uma orquestra dentro da sala de cinema, que sincronizava suas músicas com a exibição de fitas de cinema mudo.
Também no Cine Olympia foi exibido o primeiro filme falado no Estado do Pará, em 30 de novembro de 1930, com a fita norte-americana "Alvorada do Amor" (1929). 

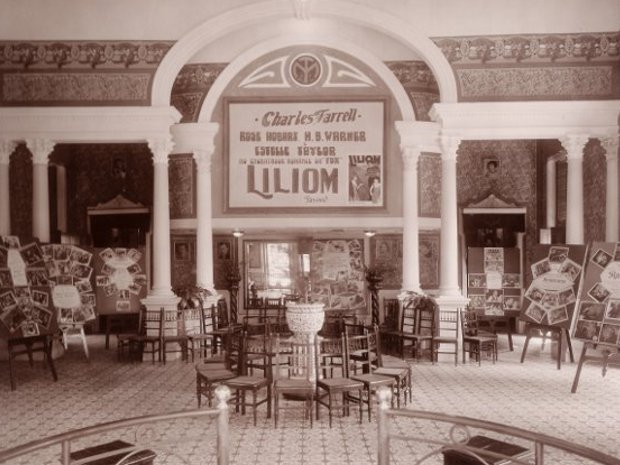
Antigo hall de entrada do Cine Olympia, em Belém. No centro, exibe o pôster do filme Liliom (1930), com Charles Ferrell

### Décadas de 1930 e 1940
No fim da década de 1930, o Cine Olympia foi vendido para o banqueiro Adalberto Marques, que criou a Empresa Cinematográfica Paraense Ltda. 
Nesse período ocorreu a primeira grande reforma do cinema sob a supervisão do arquiteto Arlindo da Costa Guimarães, com entrega em 17 dezembro de 1940: houve total remodelagem da fachada, com eliminação dos arcos frontais e introdução de uma marquise, que ainda hoje existe. As portas frontais e laterais também assumiram formas retilíneas. 
Em 1946, todas as salas de cinema da Empresa Cinematográfica Paraense foram vendidas à empresa São Luiz Ltda, que era propriedade do empresário Luiz Severiano Ribeiro, dono de uma rede de exibição que servia a todo o Nordeste e que se estendia para a região Norte e Sudeste (e que ainda existe sob o nome Kinoplex).

### Década de 1960 até hoje
Na década de 1960, o Cine Olympia passou por uma segunda grande reforma, que consistiu na colocação de pastilhas na fachada - ao gosto da época -, da criação de duas portas de emergência (suprimindo as portas laterais), da substituição das antigas cadeiras de madeira e ferro e instalação de ar condicionado.Preservou, contudo, sua estrutura física.
Com inúmeras dificuldades econômicas e administrativas o Grupo Severiano Ribeiro, que o administrava antigamente como Empresa São Luiz, quase fechou as portas do cinema em 2006. Entretanto, atendendo os apelos da sociedade e artistas belenenses, a Prefeitura Municipal de Belém assinou um contrato de locação com o proprietário da casa, sendo reaberto como espaço cultural e gerido pela Fundação Cultural de Belém (FUNBEL).
Atualmente, é palco de festivais e exibição de clássicos do cinema. Em agosto de 2015, aguardava a liberação de recursos para reforma e restauração. O projeto foi aprovado pelo IPHAN (Instituto do Patrimônio Histórico e Artístico Nacional) e incluíu reformas nas partes externa e interna, além da compra de som e projetores digitais.
No ano de 2020, o cinema fechou as portas devido a pandemia de Covid-19 e encontra-se assim até a atualidade. No dia 24 de abril de 2023 a prefeitura de Belém anunciou uma obra de reforma, restauro e compra de novos equipamentos.

## Programação
O Cine Olympia tem sua programação voltada para filmes fora do circuito comercial e sua entrada é gratuita.
No seu aniversário de 107 anos apresentou uma programação especial que contava com apresentações musicais relembrando as grandes trilhas sonoras do cinema além de apresentações de dança e uma programação de filmes diversificada.